# 碧藍幻想Relink
《碧藍幻想Relink》是一款由Cygames開發的動作角色扮演遊戲，改編自Cygames的2014年手機遊戲《碧藍幻想》。該遊戲和原版不同的是，其畫面和角色皆改以3D的方式來呈現，且系統也有所差異。《碧藍幻想Relink》仍由Cygames發行，其平台最初公布為PlayStation 4，2021年12月公布亦將會登錄PlayStation 5和Steam平台。2022年6月宣布遊戲進行第二次延期，改為2023年發售，預計2022年12月會發布進一步消息，根據2023 Gamescom發佈的最新預告公佈發售日期為2024年2月1日。

## 系統
《碧藍幻想Relink》和原先的手機遊戲《碧藍幻想》有著截然不同的遊玩系統和畫面，但美術方面仍沿襲了手機遊戲版的風格。在《碧藍幻想Relink》中，其遊戲介面改以3D的人物和戰鬥場景來呈現；玩家可透過操控選擇的角色在城鎮和原野等場景中移動，同時也能操控角色來施展攻擊、魔法和使用道具等指令來和敵人進行戰鬥。除了自己主要操控的角色外，也能與其他數名夥伴共同並肩作戰。

## 開發
2016年9月13日，Cygames在發表會上首度對外宣布將推出一款3D動作角色扮演遊戲，標題暫定為《碧藍幻想Project Re:Link》，該遊戲改編自Cygames旗下的手機遊戲《碧藍幻想》，由白金工作室所開發並預定於2018年在PlayStation 4平台上推出；同時也在發表會上釋出了宣傳片和遊戲畫面。此外，該遊戲亦支援PlayStation VR顯示器。2017年12月16日，在官方舉辦的「碧藍幻想 Fes 2017」活動上展示了該遊戲的實際遊玩畫面，影片中顯示玩家能控制以3D重現的角色在場景上移動並進行戰鬥。2018年1月19日，Cygames在官方YouTube頻道上公式釋出了先前在會場上公布的實際遊玩畫面影片（高畫質）。2018年12月16日，在「碧藍幻想 Fes 2018」活動上釋出了新的實機遊玩影片，其中也透露支援四人共同遊玩，同時遊戲標題正式定為《碧藍幻想Relink》。2019年2月，游戏合作开发商白金工作室宣布结束本作的开发合同，将游戏的开发工作交还给Cygames的团队继续制作。《碧藍幻想：Relink》將於2024年1月11日首次試玩並展示，並於2024年2月1日正式發布

## 外部連結
- 官方网站